# Pfannenstiel (Zurigo)

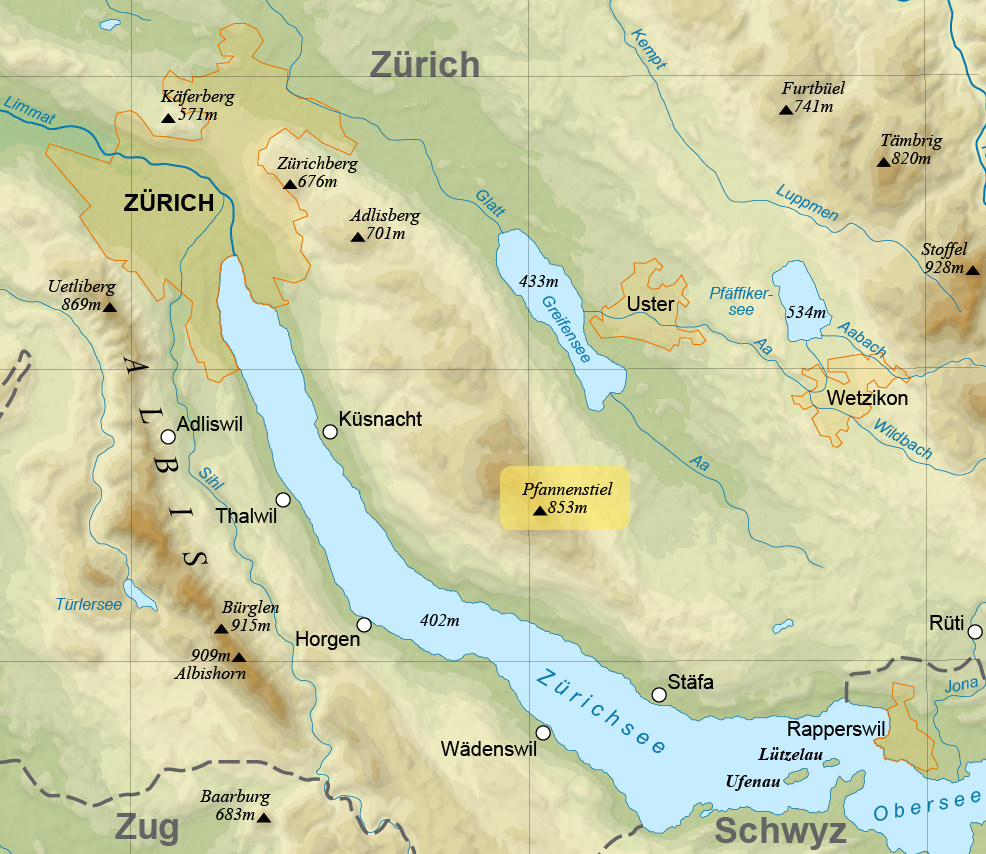
Carta della regione

Il Pfannenstiel è una montagna boscosa alta 853 m e una regione che si affacciano sul Lago di Zurigo e sull'Oberland Zurighese, nel canton Zurigo in Svizzera.

## Geografia fisica

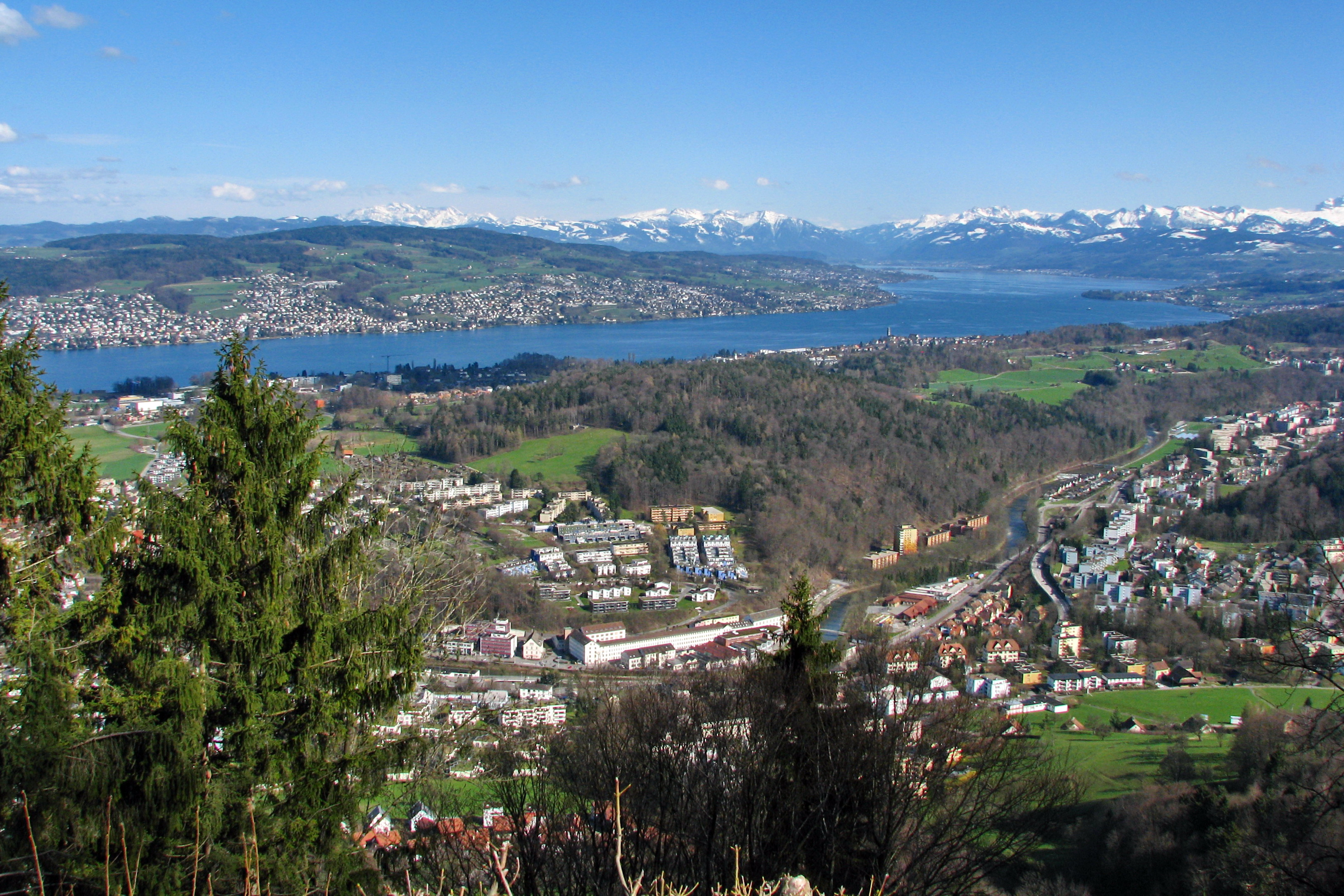
Il Pfannenstiel (sullo sfondo oltre il lago di Zurigo) visto dal vicino Felsenegg

Il nome "Pfannenstiel" (svizzero tedesco: Pfannenstil, sign. "Manico della padella") è comunemente usato per la montagna e la regione, una zona di montagna piuttosto lunga. Si trova nel distretto di Meilen, circa 15 km a sud-est della città di Zurigo, ed è delimitata dal Lago di Greifen e dall'Oberland Zurighese a nord-est, dal Lago di Zurigo a sud-ovest e dalla zona intorno al comune di Hombrechtikon a est. A nord-ovest, il Pfannenstiel confina con il villaggio di Forch e un valico non più usato (668 m) che porta dalla valle della Glatt alla riva del lago di Zurigo. Il suo punto più alto (Okenshöhe) si trova a circa 450 metri sopra il Lago di Zurigo. Da sud-est a nord-ovest, il Pfannenstiel è parte di una catena di picchi e montagne: Guldenen (778 m), Wassberg (715 m), Öschbrig (696 m), Adlisberg (701 m, Zürichberg (676 m), Käferberg-Waidberg (601 m) e Hönggerberg (541 m). L'area, situata su una sponda del lago di Zurigo, si è formata come morena sinistra del ghiacciaio qui esistente durante l'ultimo periodo glaciale, il letto del quale è ora il lago di Zurigo.

### Regione dello Pfannenstiel
Il termine "Regione dello Pfannenstiel" di solito si riferisce alla montagna, all'area e all'altopiano tra Zollikon-Zollikerberg e Hombrechtikon-Feldbach, delimitata dalla parte superiore dalla valle della Glatt-Oberland zurighese e dal Lago di Zurigo. Questa regione comprende i comuni di Egg, Erlenbach, Herrliberg, Hombrechtikon, Küsnacht, Meilen, Männedorf, Oetwil am See, Stäfa, Uetikon am See, Zollikon e Zumikon.

## Origine del nome

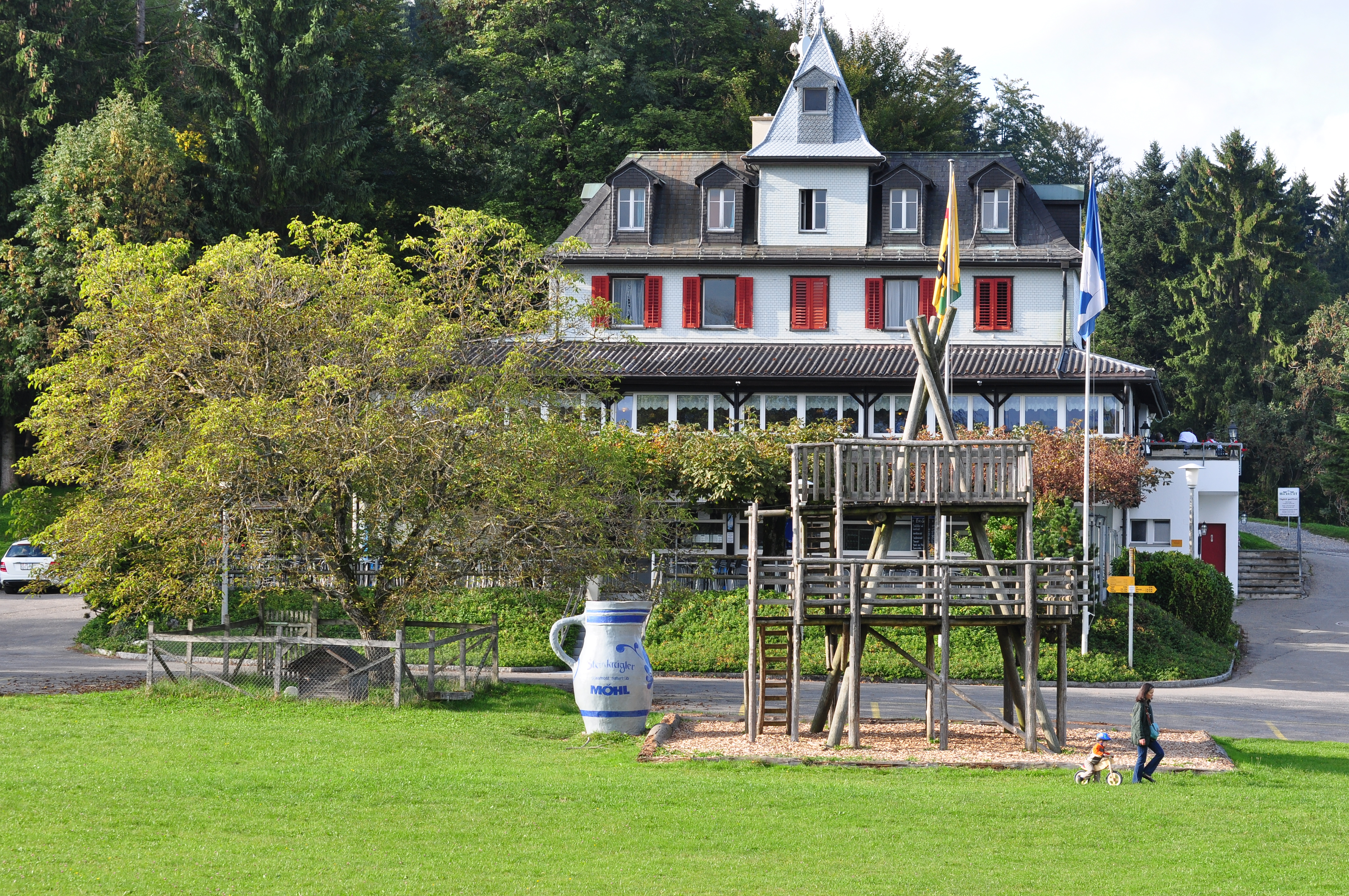
Il Ristorante "Hochwacht" sulla cima

Secondo lo storico Zurighese Leonhard von Muralt il nome Pfannenstiel risalirebbe al XVII secolo e si riferirebbe alla padella riempita di pece su di una Hochwacht, cioè un punto di segnalazione, posto nella regione. Questa serviva ad mandare messaggi con segnali di fuoco e di fumo. Già in documenti del 1333, tuttavia, quando non c'erano ancora punti di segnalazione, viene citato il nome di "Pfannenstiel". L'ipotesi più probabile quindi è che il nome sia stato ispirato dalla forma della collina, che ricorda il manico di legno lungo e leggermente ricurvo di una vecchia padella.

## Il Pfannenstiel nella letteratura
Il Pfannenstiel è assurto anche a onori letterari: il poeta svizzero Albin Zollinger (1895-1941) immortalò la montagna nel suo romanzo "Pfannenstiel: Die Geschichte eines Bildhauers" ("Storia di uno scultore"). Nel romanzo, uno scultore ritorna in Svizzera, e deluso dalla realtà politica, si ritira sul Pfannenstiel, dove costruisce una casa e trova una comunità di villaggio intatta. Tre settimane prima della sua morte all'età di 46 anni, Zollinger incontrò sul Pfannenstiel il giovane Max Frisch.

## Monumenti e luoghi d'interesse

### Torre del Pfannenstiel

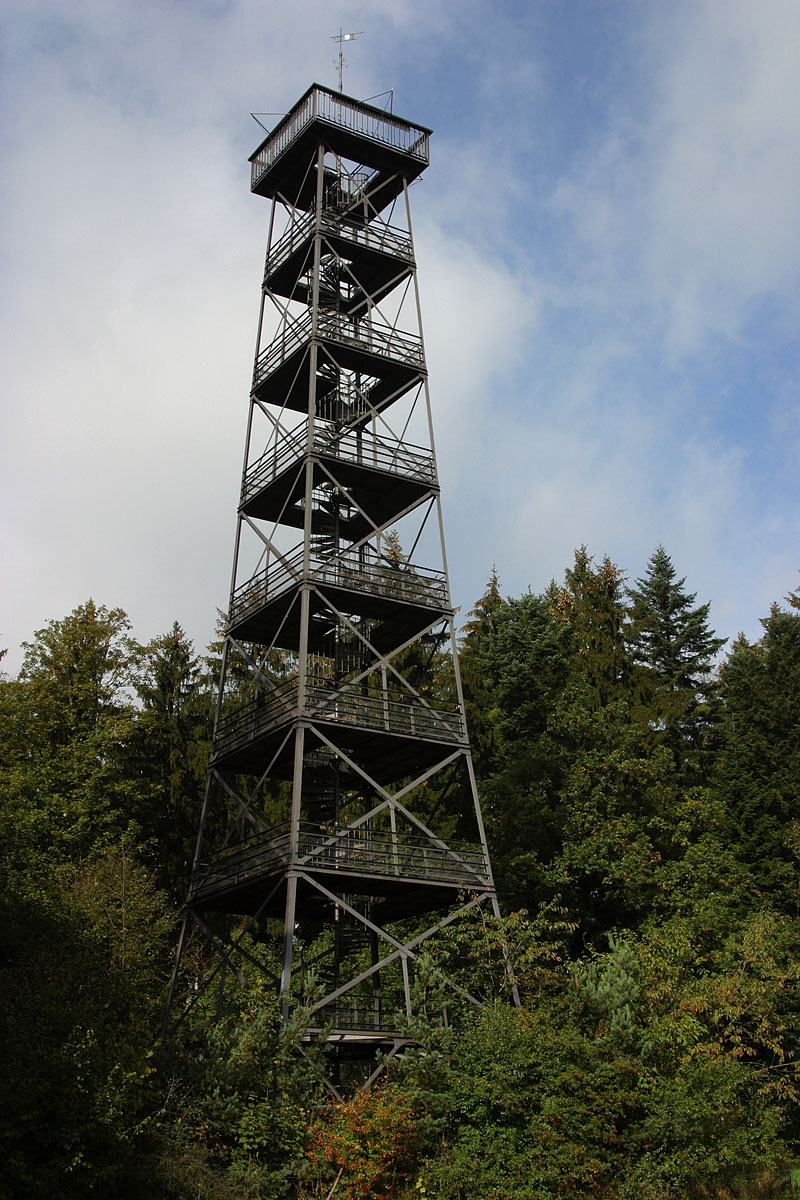
La torre del Pfannenstiel

Nel 1893 sul monte Bachtel fu costruita una torre di osservazione in acciaio, la quale nel 1979 venne dichiarata dal governo cantonale di Zurigo oggetto storico degno di conservazione. Sei anni dopo, la torre venne smontata dalla Posta Svizzera (ex PTT) per ragioni tecniche, e nel 1992 venne ricostruita sul Pfannenstiel. La torre è rivettata ed è realizzata in acciaio e ghisa. La ricostruzione è stata fatta da specialisti provenienti dall'Europa orientale, dove questa tecnologia era ancora in uso. La posizione da scegliere per la ricostruzione è stata inizialmente dibattuta: le autorità cantonali avrebbero preferito la sommità della montagna nel mezzo della zona boschiva. L'esecutivo del comune di Meilen non era soddisfatto di questa soluzione in quanto la zona è protetta. La posizione definitiva è sita leggermente più in basso del culmine, ed è ubicata nel comune di Egg.

### Altri punti di interesse
Il Pfannenstiel è una zona pittoresca, e la parte più alta della montagna ospita quattro ristoranti che si affacciano a sud e ad ovest sul Lago di Zurigo, l'Etzel, lo Zimmerberg, l'Albis, lo Uetliberg, e sul Greifensee, la valle della Glatt, il Bachtel e l'Oberland Zurighese a nord e a est. La parte superiore della montagna è per lo più boschiva e una popolare area ricreativa con aree per picnic: inoltre ci sono percorsi escursionistici, fra i quali la via Tobel di Küsnacht. Nella stagione invernale una pista di sci di fondo è un popolare punto di interesse.
Dal punto di triangolazione sull'Okenshöhe, il quale è la più alta elevazione del Pfannenstiel, si gode un ampio panorama. Esso prende il nome da Lorenz Oken, un naturalista tedesco il quale all'inizio del XIX secolo esplorò intensamente queste montagne, allora raramente visitate. Nel 1838 acquistò la zona oggi chiamata Okenshöhe. I suoi eredi donarono il terreno ai cittadini del comune di Meilen. Questi fondarono la Mittwochsgesellschaft ("Società del Mercoledì"), un'associazione volta a impedire la speculazione edilizia nella zona.

## Trasporti
Il tram della Forchbahn (S18) dalla stazione ferroviaria di Zurigo Stadelhofen alla stazione Forch (preferita) o Esslingen, la S-Bahn di Zurigo con le linee S6 e S16 (Küsnacht: Küsnachtertobel a Forch), così come le linee S6 e S7 sino a Meilen (linea di autobus 922, fermata "Vorderer Pfannenstiel") o a Stäfa o Hombrechtikon-Feldbach e le linee locali di autobus 955 e 970, servono diverse parti della regione del Pfannenstiel. In estate ci sono corse regolari sul lago sino a Zurigo nonché Rapperswil, gestite dalla Zürichsee-Schifffahrtsgesellschaft (ZSG). Una piccola motonave della ZSG porta il nome della montagna.